# Красненский сельский совет (Конотопский район)
Красненский сельский совет (укр. Красненська сільська рада) — входит в состав Конотопского района Сумской области Украины.
Административный центр сельского совета находится в с. Красное.

## Населённые пункты совета
- с. Красное
- с. Вишневое
- с. Лебедево